# 弗雷泽 (科罗拉多州)
弗雷泽（英語：Fraser），是美国科罗拉多州格兰德县下属的一座城市。建市于1953年6月15日，面积大约为3.546平方英里（9.183平方公里）。根据2010年美国人口普查，该市有人口1,224人。2011年估计该市有人口1,199人，相比2010年人口增长率为-2.04%。同时，论人口该市是科罗拉多州第134大城市。